# Doubt : Affaires douteuses
Doubt : Affaires douteuses (Doubt) est une série télévisée américaine en treize épisodes de 42 minutes créée par Tony Phelan et Joan Rater, diffusée entre le 15 février et le 12 août 2017 sur le réseau CBS.
En France, la série a été diffusée du 7 janvier au 11 février 2018 sur Téva, en Belgique depuis le 17 novembre 2018 sur RTL-TVI et au Québec à partir du 31 janvier 2019 à Séries+. Néanmoins, elle reste encore inédite en Suisse.

## Synopsis
Une avocate tombe amoureuse d'un brillant chirurgien esthétique. Malheureusement pour elle, il s'agit de son client qui est accusé du meurtre de sa femme...

## Distribution

### Acteurs principaux
- Katherine Heigl (VF : Charlotte Marin) : Sadie Ellis
- Dulé Hill (VF : Eilias Changuel) : Albert Cobb
- Elliott Gould (VF : Bernard Tiphaine) : Isaiah Roth
- Laverne Cox (VF : Armelle Gallaud) : Cameron Wirth
- Steven Pasquale (VF : Alexis Victor) : William « Billy » Brennan
- Dreama Walker (VF : Pamela Ravassard) : Tiffany Simon
- Kobi Libii (VF : Emmanuel Garijo) : Nick Brady

### Acteurs récurrents
- Lauren Blumenfeld (VF : Youna Noiret) : Lucy Alexander (10 épisodes)
- Ben Lawson : DA Peter Garrett (9 épisodes)
- Tara Karsian : Tanya (8 épisodes)
- Judith Light (VF : Martine Irzenski) : Carolyn Rice (8 épisodes)
- Cassidy Freeman (VF : Barbara Beretta) : ADA Audrey Burris (6 épisodes)
- Romi Dias : Judge Irene Mendoza (6 épisodes)
- Kathleen Chalfant : Margaret Brennan (5 épisodes)
- Margaret Newborn : Juror (5 épisodes)
- Sewell Whitney : Jury Foreman (5 épisodes)
- Patrick Fischler : ADA Alan Markes (4 épisodes)
- Phil Idrissi : Judge Kendall Thompson (4 épisodes)
- Darrell Keith Harris : Court Stenographer (4 épisodes)
- Jacqueline Kim (en) : Cho Han / Molly Brennan (3 épisodes)
- Christina Pickles : Gail Meyers (3 épisodes)
- Trisha LaFache : ADA Krista Reed (3 épisodes)

- Version française
  - Société de doublage : Dubbing Brothers[7]

 Source et légende : version française (VF) sur RS Doublage

## Production

### Développement
Développée lors de 2014/2015, par le réseau CBS, le projet de série judiciaire n'a pas été retenue, le pilote n’ayant pas satisfait chaîne. En juin 2015, le réseau CBS annonce le développement du projet de série pour la saison 2015/2016.
Le 14 mai 2016, le réseau CBS annonce officiellement après le visionnage du pilote, la commande du projet de série avec une commande initiale de treize épisodes, pour une diffusion lors de la saison 2016 / 2017.
Le 15 mai 2016, lors des Upfronts 2016, CBS annonce la diffusion de la série pour le premier semestre 2017.
Le 30 novembre 2016, le réseau CBS annonce la date de lancement de la série au 15 février 2017.
Le 24 février 2017, à la suite des mauvaises audiences, CBS met un terme à la série après seulement deux épisodes. Les épisodes restants ont été diffusés à partir du 1er juillet 2017.

### Casting
Le casting initial a débuté en février 2015 dans cet ordre : Laverne Cox, Dulé Hill et Kobi Libii, Elliott Gould, KaDee Strickland (Sadie), Dreama Walker et Teddy Sears (Billy).
En août 2015, les rôles tenus par KaDee Strickland et Teddy Sears sont recastés respectivement à Katherine Heigl et Steven Pasquale.

## Épisodes
| №  | Titre français Titre original                    | Réalisateur              | Scénariste                | Première diffusion américaine | Première diffusion française | Audience américaine |
| -- | ------------------------------------------------ | ------------------------ | ------------------------- | ----------------------------- | ---------------------------- | ------------------- |
| 1  | Le Client Pilot                                  | Adam Bernstein           | Joan Rater et Tony Phelan | 15 février 2017               | 7 janvier 2018               | 5,31                |
| 2  | À la recherche du temps perdu Then and Now       | James Strong             | Joan Rater et Tony Phelan | 22 février 2017               | 7 janvier 2018               | 4,03                |
| 3  | Les Combattants de la liberté Poison Prize       | Nicole Rubio             | David Feige               | 1er juillet 2017              | 7 janvier 2018               | 1,73                |
| 4  | Flamme franche Clean Burn                        | Daisy von Scherler Mayer | John A. Norris            | 8 juillet 2017                | 14 janvier 2018              | 1,65                |
| 5  | Strictement confidentiel Not a Word              | Christopher Misiano      | Pamela Wechsler           | 8 juillet 2017                | 14 janvier 2018              | 1,55                |
| 6  | Garder la foi Faith                              | Nicole Rubio             | Don Roos                  | 15 juillet 2017               | 21 janvier 2018              | 1,76                |
| 7  | Famille, je vous aime ! Where Do We Go from Here | Jeannot Szwarc           | Louisa Levy               | 22 juillet 2017               | 21 janvier 2018              | 1,94                |
| 8  | Le Poids du passé Top Dog/Underdog               | Jonathan Brown (en)      | John Cockrell             | 22 juillet 2017               | 28 janvier 2018              | 1,82                |
| 9  | Question de confiance To See, To Tell            | Matt Earl Beesley        | Heather F. Robb           | 29 juillet 2017               | 28 janvier 2018              | 1,83                |
| 10 | Plus de secret ! Finally                         | Maja Vrvilo              | David Feige               | 5 août 2017                   | 4 février 2018               | 1,97                |
| 11 | Main dans la main I'm In if You Are              | Rob Greenlea             | Imogen Binnie             | 5 août 2017                   | 4 février 2018               | 2                   |
| 12 | Délibérations Running Out of Time                | Jerry Levine (en)        | John A. Norris            | 12 août 2017                  | 11 février 2018              | 2,53                |
| 13 | Les Revenants The Return                         | Tony Phelan (en)         | Joan Rater et Tony Phelan | 12 août 2017                  | 11 février 2018              | 2,65                |